# Unidad y Trabajo
Unidad y Trabajo är en ort i Mexiko.   Den ligger i kommunen Calakmul och delstaten Campeche, i den östra delen av landet, 1 000 km öster om huvudstaden Mexico City. Unidad y Trabajo ligger 241 meter över havet och antalet invånare är 151.
Terrängen runt Unidad y Trabajo är platt. Runt Unidad y Trabajo är det glesbefolkat, med 11 invånare per kvadratkilometer. Närmaste större samhälle är Santo Domingo, 13,4 km söder om Unidad y Trabajo. I omgivningarna runt Unidad y Trabajo växer i huvudsak städsegrön lövskog.